# 行政院研究発展考核委員会
行政院研究発展考核委員会（ぎょうせいいんけんきゅうはってんこうかくいいんかい）は、政策の科学的な研究と計画立案、政府の施政計画の追跡調査や監察業務を行っていた、中華民国行政院に属する機関。
2014年1月22日、行政院経済建設委員会と合併して国家発展委員会が新設されたことで、廃止された。

## 歴代主任委員
1. 陳雪屏（1969年3月 - 1972年6月）
2. 楊家麟（1972年6月 - 1976年6月）
3. 郭澄（1976年6月 - 1976年9月）
4. 魏鏞（1976年9月 - 1988年7月）
5. 馬英九（1988年7月 - 1991年6月）
6. 孫得雄（1991年6月 - 1994年12月）
7. 王仁宏（1994年12月 - 1996年6月）
8. 黄大洲（1996年6月 - 1997年9月）
9. 楊朝祥（1997年9月 - 1999年7月）
10. 魏啓林（1999年7月 - 2000年5月）
11. 林嘉誠（2000年5月 - 2004年5月）
12. 葉俊栄（2004年6月 - 2006年4月）
13. 施能傑（2006年8月 - 2008年5月）
14. 江宜樺（2008年5月 —2009年9月）
15. 朱景鵬(2009年9月30日—2012年7月4日)
16. 宋餘俠(2012年7月4日—2014年1月21日)